# Dolores Cacuango
Dolores Cacuango Quilo, conhecida também como Mamá Dolores, (Cayambe, 26 de outubro de 1881 - Yanahayco, 23 de abril de 1971) foi um ativista equatoriana, pioneira no campo da luta pelos direitos dos indígenas e camponeses em seu país, e uma das líderes feministas equatoriana do início do século XX, junto com Tránsito Amaguaña.

## Vida pessoal
Nascida em uma fazenda arrendada em Cayambe, na província de Pichincha, um dos diversos assentamentos criados por jesuítas e frades dominicanos, em 26 de outubro de 1881. Filha de Andrea Quilo e de Juan Cacuango, camponeses, Dolores tinha apenas 14 anos quando aconteceu a Revolução Liberal do Equador, também conhecida como Guerra Civil Equatoriana.
Dolores era descendente dos antigos caciques da região e seu sobrenome paterno lhe dava prestígio entre os camponeses. Dois séculos e meio depois do domínio espanhol, os camponeses ainda viviam sob condições de escravidão e trabalhos forçados. Sua família vivia na pobreza, junto dos outros camponeses da região, que herdara muito das referências culturais, identidade e idioma Quíchuas. Foi nessa região e nessa fazenda onde a família trabalhava, que Dolores construiu seu senso crítico que seria valioso para sua luta anos mais tarde. As poucas fotografias de Dolores a mostram com indumentária indígena completa, algo que por si só já era um ato de extrema bravura, pois os povos nativos eram vítimas de discriminação severa, abusos, despejos e exploração.

## Luta pelos indígenas
Dolores militou juntos os ministros da educação, em 1944, culminando com a criação da primeira Federação Equatoriana dos Índios (FEI), com o apoio do Partido Comunista do Equador, que levou à abertura de quatro escolas em zonas rurais, todas bilíngues, ensinando língua quíchua e espanhol. Dolores foi a primeira presidente da federação. As escolas se mantiveram, apesar das dificuldades e da pobreza, mas foram fechadas pela Junta Militar em 1963, por serem consideradas foco de comunismo.
| “ | Somos como grãos de quinoa: se estamos sozinhos, o vento nos leva; mas se estamos unidos em um saco, o vento nada faz. O saco oscila, mas não vai nos fazer cair. | ” |

Dolores foi bastante perseguida pelos opositores à sua luta. Viu sua casa ser incendiada, rodeada pelos filhos, suas escolas fechadas e seu nome ser manchado por acusações de associação ao comunismo. Seu trabalho na fazenda também a levou a defender abertamente os direitos das mulheres, especialmente as indígenas, geralmente exploradas e maltratadas nas fazendas e no trabalho rural.

## Morte
Perseguida por sua luta e discursos e a defesa da população rural e indígena, Dolores Cacuango se isolou em seus últimos anos, vivendo na clandestinidade e faleceu em 23 de abril de 1971.

## Legado
Seu trabalho foi internacionalmente reconhecido, tendo sido tema de uma exposição na sede da UNESCO, em homenagem do Dia Internacional da Mulher. Várias escolas, organizações não-governamentais e centros universitários foram criados, como a Escola de Formação de Mulheres Líderes Indígenas.